# Blitz (punkband)
Blitz var ett brittiskt streetpunk/Oi!-band bildat 1980. 

## Historia
Bandet hade sin storhetstid under 1980-talet, bestående av både punkare och skinheads. Texterna är ofta korta och aggressiva, men samtidigt så generellt skrivna att bandet både har uppskattas av höger- och vänsterextrema grupper (detta var ingen ovanlighet i den tidiga skinheadkulturen). Deras filosofi kan exemplifieras med refrängen från låten "Fight to live":
"'Cos we fight to live We live to fight
We don't give a shit What's wrong or what's right"
Bandet var ökända för "misslyckade" live-spelningar. Inte sällan förekom det bråk på deras konserter, till och med mellan bandmedlemmar och publik. Bandet splittrades eftersom några av medlemmarna försökte, enligt Nidge , utnyttja bandets namn för att tjäna pengar på helt ny synthmusik. Denna halva blev emellerid kortlivad.  
Flera år efter att gruppen splittrades rekryterade bandets tidigare gitarrist Alan "Nidge" Miller nya medlemmar och denna uppsättning var verksam fram till 2007 då Nidge omkom i en bilolycka. 
Deras mest kända låt är troligen Someone's Gonna Die som handlar om fotbollshuliganvåld.

## Diskografi (urval)
Med placering på UK Indie Chart.

Studioalbum
- Voice of a Generation (1982) (#2)
- Second Empire Justice (1983) (#5)
- The Killing Dream (1989)

Samlingsalbum
- Blitzed - An All Out Attack (1988)
- Best of Blitz (1993)
- The Complete Blitz Singles Collection (1994)
- Blitz Hits (1994)
- All Out Attack (1999)
- Warriors (1999)
- Voice of a Generation: The No Future Years (2000)
- Punk Singles & Rarities 1980-83 (2001)
- Never Surrender (Best Of) (2005)
- All Out Blitz: The Very Best Of (2005)
- Hits (2006)
- Time Bomb Early Singles And Demos Collection (2013)

EPs
- All Out Attack (1981) (#3)

Singles
- "Never Surrender" / "Razors in the Night" (1982) (#2)
- "Warriors" (1982) (#2)
- "New Age" / "Fatigue" (1983) (#4)
- "Solar" / "Husk" (1983)
- "Telecommunications" / "Teletron" (1983) (#3)